# Площадь Бориса Немцова (Прага)
Площадь Бориса Немцова (чеш. Náměstí Borise Němcova), до 2020 года — площадь Под каштанами (чеш. Náměstí Pod kaštany), — площадь в Бубенече, район Прага 6, Прага, Чехия, около которой находится посольство России.

## История
Дорога от Писекских ворот до Королевского заповедника и Летнего дворца губернатора изначально была засажена липовой аллеей, которую в XVIII и XIX веках постепенно сменили каштаны. В 1901 году дорога получила название Краловска (чеш. Královská). В 1925 году она была переименована в улицу Под каштанами (чеш. Ulice Pod kaštany), а пространство в её конечной части — площадью Под каштанами (чеш. Náměstí Pod kaštany).

## Переименование в честь Бориса Немцова

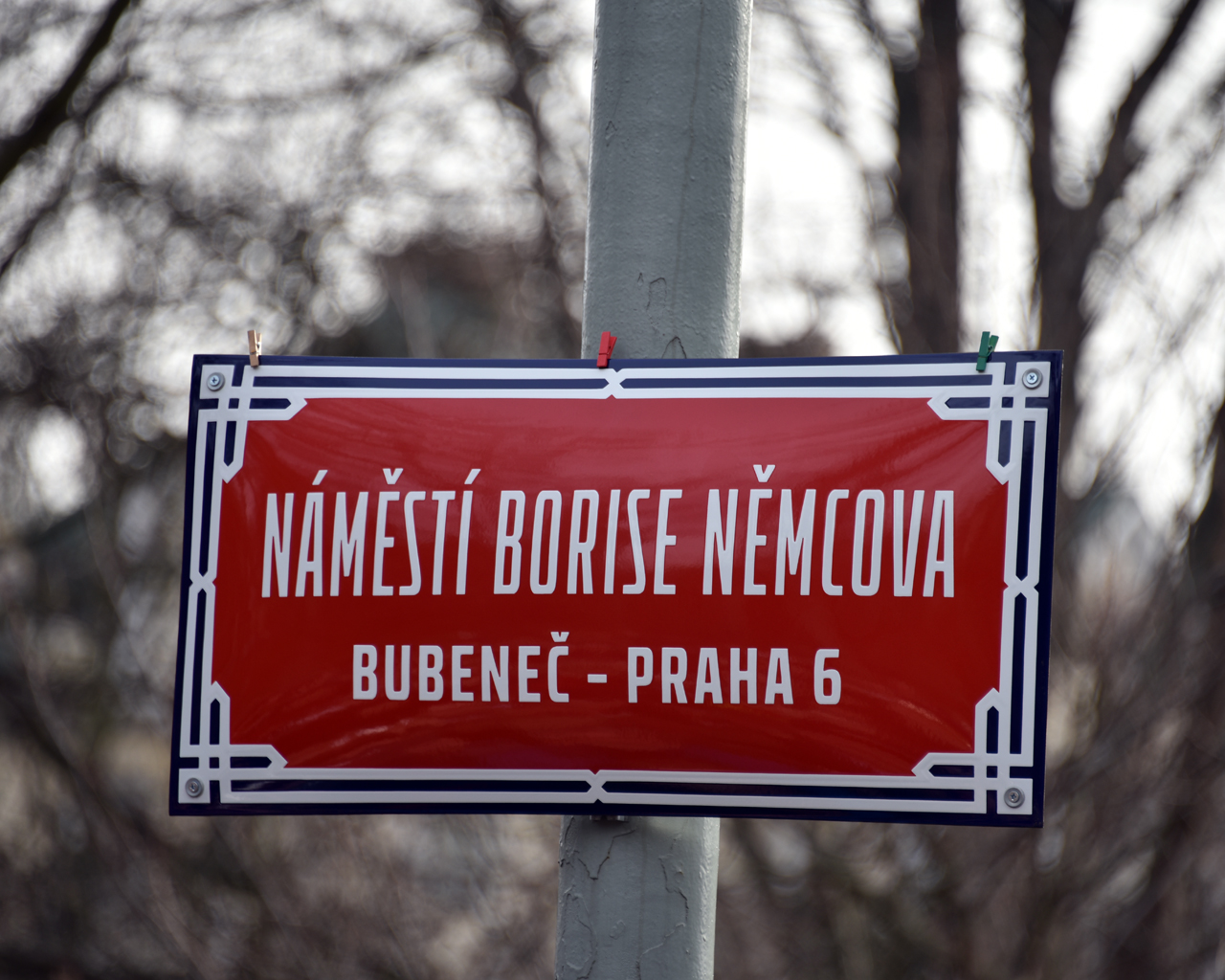
Табличка с названием площади Бориса Немцова

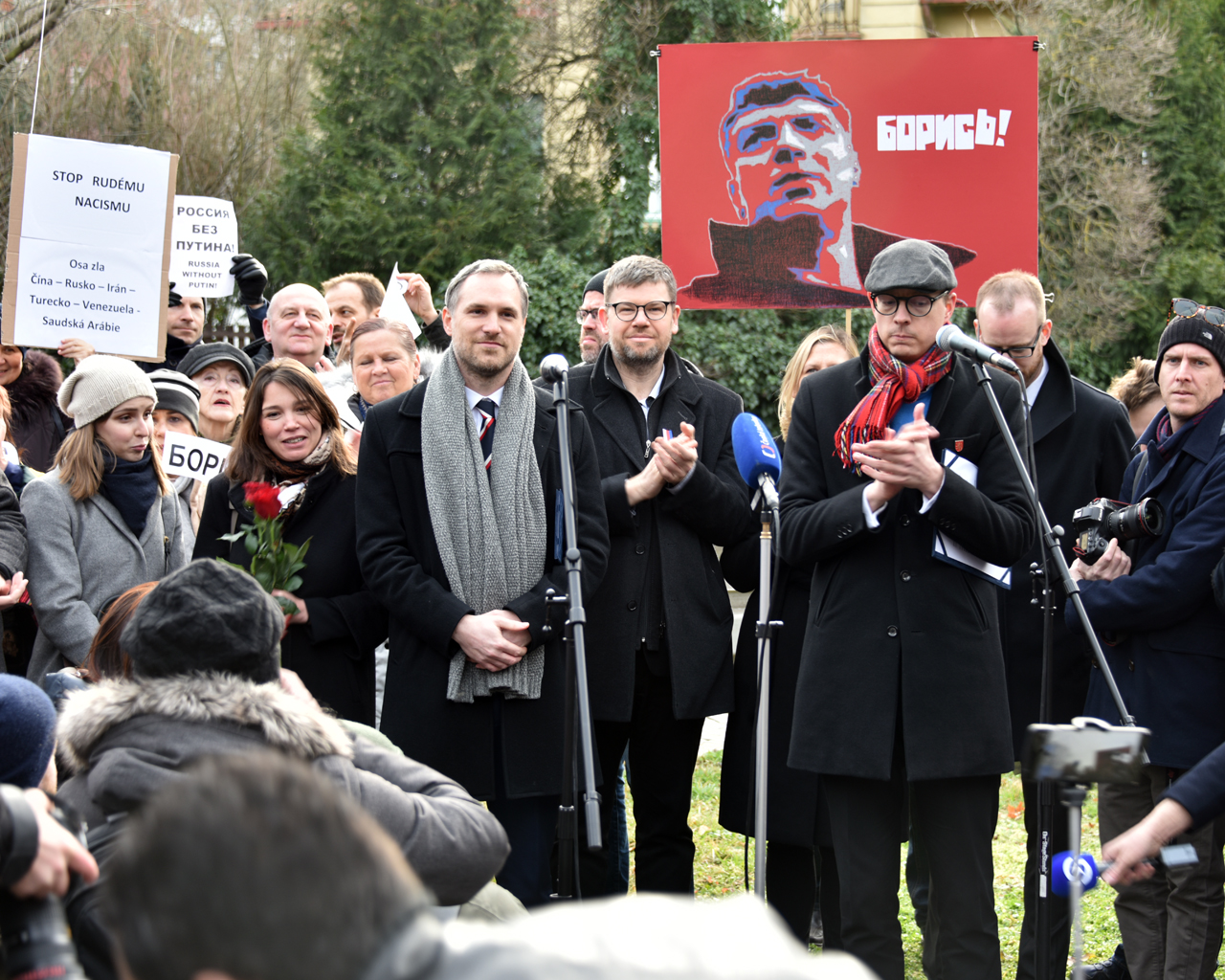
Церемония переименования площади, 27 февраля 2020 года

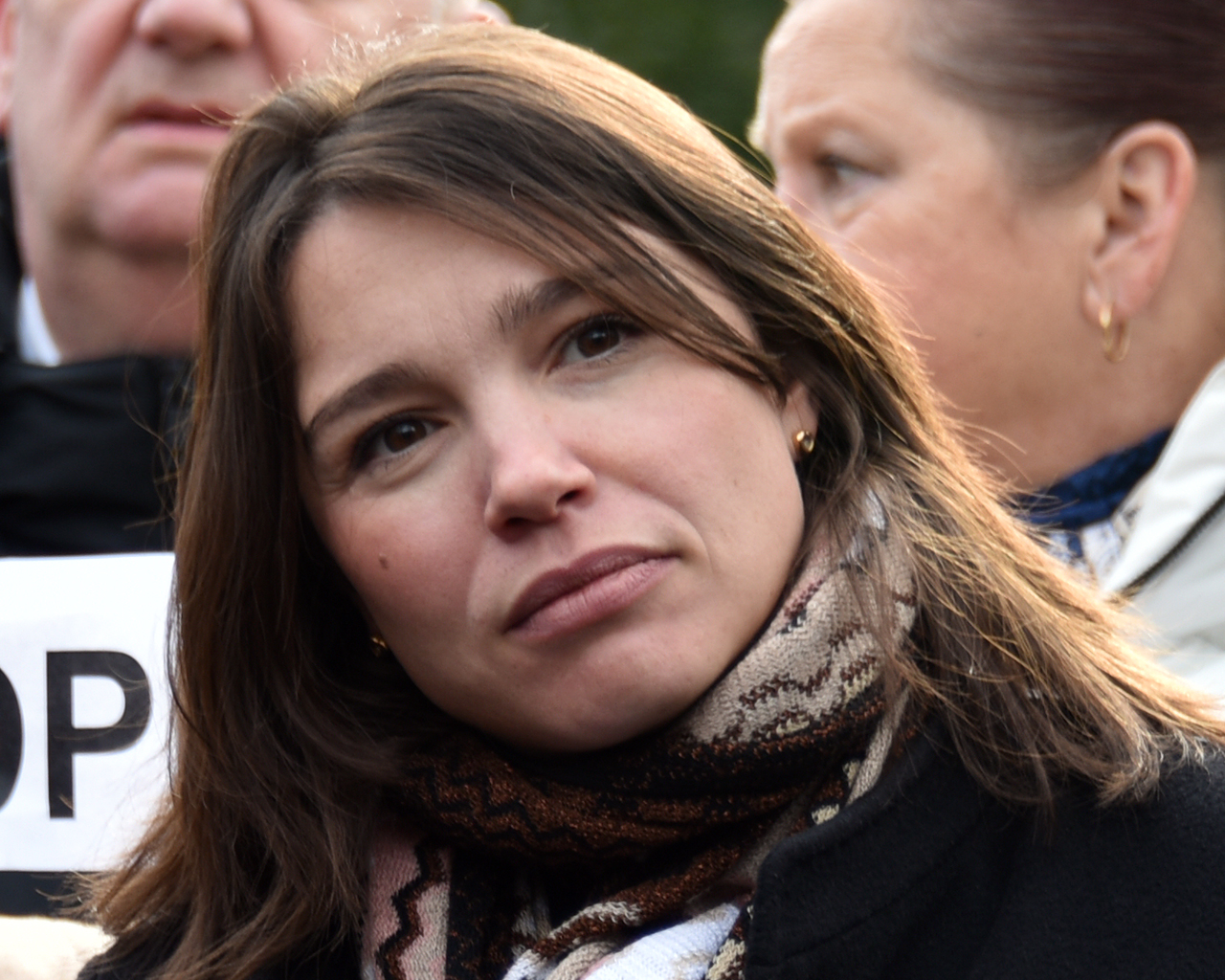
Жанна Немцова, дочь Бориса Немцова, на церемонии переименования площади, 27 февраля 2020 года

### Петиция
В 2016 году была запущена петиция, призывающая назвать площадь, в честь российского оппозиционного политика — Бориса Немцова, застреленного в 2015 году в центре Москвы.
В петиции авторы отмечали: «Для нашей республики и ее столицы уместно отдать дань уважения Борису Немцову и его памяти. И что уместно постоянно напоминать нынешнему режиму Путина, что мы по-прежнему серьезно относимся к продвижению свободы, демократии и прав человека в мире и следовательно в России».
К 2020 году петиция набрала около 4500 подписей.

### Реализация
На основании поданного ходатайства в 2020 году Городской совет Праги одобрил предложение переименовать площадь в честь Бориса Немцова. Позже новое название было одобрено Пражским муниципалитетом.
Переименовали площадь 27 февраля 2020 года, в день убийства Бориса спустя 5 лет. На церемонии переименования площади присутствовали мэр Праги Зденек Грижб и дочь Бориса Немцова — Жанна.
Городской магистрат (мэрия) Праги также рассматривал возможность присвоения набережной в Бубенче имени убитой российской журналистки Анны Политковской.

### Реакция
Как сообщает российское информационное агентство ТАСС, пресс-секретарь президента России Дмитрий Песков заявил, что Прага должна чтить не только память Бориса Немцова, но и память о советских солдатах, павших во время освобождения Чехии от Третьего Рейха. Представитель МИД России Мария Захарова также прокомментировала переименование, заявив, что «заявление пражских властей — нонсенс, большей абсурдности ожидать не приходится».
18 апреля 2020 года посольство России изменило свой юридический адрес на «Korunovační 34». Этот адрес находится в 400 метрах от посольства — рядом со вторым его зданием, где находится консультационный отдел.
В апреле 2020 года, опасаясь возможного отравления со стороны представителей российской власти, мэр Праги Зденек Гржиб обеспечил себя защитой полиции. Опасения были связаны из-за произошедшего незадолго до этого решения Дела агента с рицином.